# 3 Times Square
3 Times Square, también conocido como Thomson Reuters Building, es un rascacielos de 32 plantas situado en la zona de Times Square de Midtown Manhattan en Nueva York, Estados Unidos. Situado en la Séptima Avenida entre las calles 42 y 43, el edificio formó parte del ambicioso proyecto de renovación de la Calle 42. Construido por Tishman Construction, tiene 79 400 m² y es la sede de Thomson Reuters. El edificio también alberga las oficinas en Nueva York de BMO Capital Markets, Bain & Company, y FTI Consulting. En la planta baja hay establecimientos de Quiksilver, AT&T, JP Morgan Chase Bank, Skechers, y Cafe Europa. Al igual que la mayor parte de los edificios de Times Square, tiene grandes pantallas publicitarias electrónicas en varias fachadas.
La fachada se compone de un muro cortina de cristal y piedra con paneles metálicos, que favorecen la iluminación natural. El edificio fue diseñado para ser eficiente energéticamente y no necesita calefacción. También está equipado con sistemas de refrigeración duales gas/eléctricos que permiten que se utilice una u otra fuente de alimentación en función de las tarifas de electricidad y gas.